# André Castilho

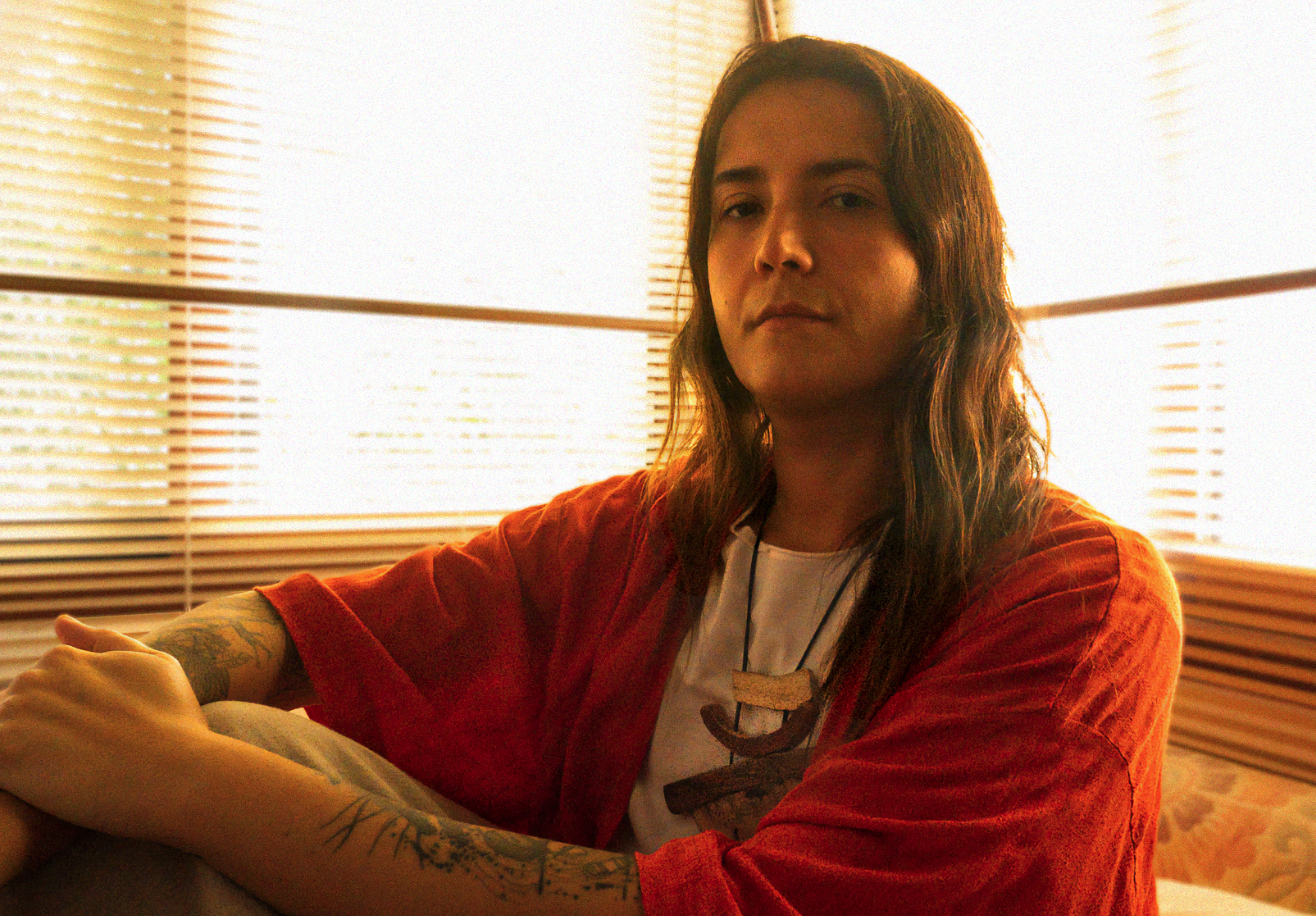
Foto de divulgação

André Castilho (São Paulo, 3 de agosto de 1984) é cineasta, escritor, publicitário e empreendedor. É fundador da ALMA e da Medicina da Imaginação. 

## Carreira
Formado em publicidade e propaganda pela Faculdade Cásper Líbero, André Castilho atuou no departamento de criação de agências como AgênciaClick Isobar, EuroRSCG, WMcCann, VML, Havas e Young & Rubicam, onde foi redator. 
Em 2012, cofundou a produtora de filmes La Casa de la Madre, importando o modelo de duplas criativas advindo das agências de publicidade e incorporando linguagem narrativa cinematográfica a comerciais de formatos tradicionais e obras de branded content.   
Em 2015, criou o filme "Meeting Murilo", produzido para a Huggies, que foi destaque na imprensa internacional, recebendo atenção de veículos como CBS, People, Time Magazine e Huffington Post, além de ter sido premiado com ouro no Clio Awards e com 3 leões - ouro, prata e bronze - e 4 shortlists no Festival de Cannes. Em 2016, escreveu e produziu para a LATAM Airlines Brasil o filme “Reencontro", premiado com ouro na categoria "Shorts" do festival Ciclope. Em 2017, o filme foi selecionado para um dos mais respeitados festivais de cinema de Hollywood, o LA Shorts International Film Festival, sendo este o único dos finalistas concebido para uma marca. No mesmo ano, teve o filme “Movido a Respeito”, produzido em parceria com a TV Globo, consagrado com o Grand Clio Entertainment, sendo a primeira campanha da América Latina a conquistar tal premiação.     
Em 2019, fundou a ALMA, empresa de criação de conteúdo voltada às "histórias que importam". Em 2022, lançou o selo Medicina da Imaginação, dedicado à produção de trilhas imaginativas em áudio voltadas ao bem-estar emocional.   

## Documentários
Em 2016, André Castilho e o cineasta Jorge Brivilati lançaram o selo independente de documentários La Madre Docs. O filme de estreia, "Huni Kuin - Os Últimos Guardiões" foi bem recebido pela crítica, tendo sido selecionado para festivais internacionais como o DC Shorts e conquistado o Award of Excellence no Impact Docs Awards.  
Lista de documentários produzidos:
- Huni Kuin - Os Últimos Guardiões (2016)[12] - roteirista e produtor executivo
- O Homem do Tempo (2016) - diretor e roteirista
- Contra a Maré (2018)[13] - diretor e roteirista
- Ensaio Sobre a Música (2018)[14] - diretor e roteirista

## Produção literária
Sob o selo da editora ALMA Books, André Castilho lança seu primeiro livro, Janela de Isabela, que conta a história de uma paciente de câncer de 10 anos de idade que aprende a usar a Medicina da Imaginação para alcançar estados de cura emocional e compreender a própria morte. 